# 879
Năm 879 là một năm trong lịch Julius.